# 리멤버 (소프트웨어)
리멤버(Remember)는 리멤버앤컴퍼니가 제공하는 명함 관리 프로그램이다.

## 배경
최재호와 리멤버앤컴퍼니의 개발자들은 광학 문자 인식에 기반한 기존 명함 애플리케이션은 항상 일정한 입력 오류율을 가질 수 밖에 없는 점에 착안하여 명함에 적힌 내용을 사람이 직접 수기로 입력하는 방식을 개발하였다. 리멤버 사용자가 명함을 촬영하면 리멤버앤컴퍼니에서 고용한 1,000명에 가까운 타이피스트들이 명함 정보를 손으로 직접 쳐서 입력한다.

## 리멤버앤컴퍼니
2021년 12월 사모펀드 1100억원을 들여 리멤버 지분 48%를 인수하였다.
2025년 '리멤버'의 운영사 리멤버앤컴퍼니를 글로벌 사모펀드(PEF) 운용사 EQT파트너스가 인수하였다.

## 반응
2016년 12월에 사용자 140만명, 누적 명함수 6,000만장을 달성하였으며 복수의 창업자본사로부터 약 100억원 규모의 투자를 유치하였다. 4.7에 달하는 플레이스토어 평점을 바탕으로 2015년, 2016년 연속으로 구글이 뽑은 ‘올해의 앱’으로 선정되었다.

## 기능

### 명함 정보 입력
- 받은 명함들을 촬영하면 타이피스트들이 직접 입력한다.[5][6]
- 명함 100장 등록하는데 10분 소요

### 회원간 명함 정보 자동 업데이트 (Live 명함)
- Live 명함 = 등록한 명함 중 리멤버 회원의 명함[7]
- 회사, 직책, 주소, 연락처 변경 시 실시간 자동 업데이트

### 명함 관리
- 그룹 관리 기능[8]
- 전화 수신 시 해당 인물 명함이미지 표시 기능

### 명함 활용
- 명함 정보를 휴대전화 주소록에 바로 저장[9]
- 구글주소록 동기화 제공
- Excel로 내보내기 및 Outlook 연계
- 자신과 타인의 명함을 문자, 카톡, 이메일로 전달 가능

## 보안
- 타이피스트들에게 개인정보가 유출되는 것을 방지하기 위해 타이피스트에게 휴대폰 번호, 이메일 주소, 이름 등 각 정보를 분할 하여 입력하게 하며 이를 나중에 하나의 정보로 병합하여 사용자에게 전달한다.
- 아마존 웹 서비스(AWS) 서버 사용, DB 정보를 이중암호화[10]
- SSL 통신 보안 프로토콜을 적용하여 VeriSign 인증서 획득